# Papravənd
Papravənd ist eine Ortschaft im Bezirk Ağdam im westlichen Aserbaidschan. Das Dorf liegt an der Straße von der Bezirkshauptstadt Ağdam zur Stadt Martakert an den nordöstlichen Ausläufern des Karabachgebirges.
Der Ort war seit dem Bergkarabachkrieg in den 1990er Jahren von Armenien besetzt und wurde seither von der Republik Arzach als Teil der Provinz Martakert verwaltet. Seit dem Krieg um Bergkarabach 2020 steht er wieder unter der Kontrolle Aserbaidschans.
In Papravənd befinden sich eine Moschee und mehrere historische Grabstätten, darunter das Mausoleum der aserbaidschanischen Dichterin Xurşidbanu Natəvan bzw. das Papravənd-Mausoleum.

## Persönlichkeiten
- Faig Aghayev, Nationalheld von Aserbaidschan[1]
- Ramiz Abbasli, aserbaidschanischer Schriftsteller